# ジュゼッペ・ジャンニーニ
ジュゼッペ・ジャンニーニ（Giuseppe Giannini、1964年8月20日 - ）は、イタリア・ローマ出身（アフリカーナ地区生まれ）のサッカー選手、現サッカー指導者。元イタリア代表。現役時代のポジションはミッドフィールダー。ASローマの殿堂入りも果たしている。
「プリンチペ」の愛称で呼ばれ、フランチェスコ・トッティ以前のローマのシンボル的選手として、ローマニスタから人気を集めた。

## 略歴
15歳でASローマの下部組織に入団し、1982年1月31日のACチェゼーナ戦でセリエAデビューを果たした。1984-85シーズン以降はトップチームに定着した。1987-88シーズン、チームはリーグ第3位に入り、個人としてはリーグ戦11得点を挙げるなどの活躍、この頃、ユヴェントスが大金で獲得を試みたが、オファーを拒否して残留した。ローマではUEFAカップ決勝進出に加え、コッパイタリアを3度制覇するなど、約15年間に渡って、クラブの中心選手としてプレーした。1992-93シーズンのコパイタリア決勝第2戦では、PKのみでハットトリックを決めてたが、優勝出来なかった。ローマ通算で437試合に出場、75得点を挙げた。
イタリアU-21代表時代の恩師、アゼリオ・ビチーニが監督に就任すると同時にイタリア代表に選出された。1986年12月の欧州選手権予選マルタ戦でデビューを飾った。主力選手として1988年の欧州選手権を戦い、ベスト4に貢献、大会ベストイレブンにも選ばれた、1990年のワールドカップ・イタリア大会ではグループリーグのアメリカ戦でゴールを奪うなど、3位入賞した。
その後、選手生活の終盤にはローマを離れ、オーストリアのシュトルム・グラーツでプレー、オーストリア・カップとオーストリア・スーパーカップを制した。ローマ時代の監督であるカルロ・マッツォーネの希望で、SSCナポリに加入したが、シーズン途中にマッツォーネが解任されると、自らもチームを離れた。1998-99シーズン、当時セリエBのレッチェに在籍したのを最後に引退した。
2000年5月17日にローマで行われた引退試合では、アゼリオ・ビチーニに率いられた、1990年のワールドカップを戦った選手たちと、往年のASローマのメンバーによる対戦が実現、前半はイタリア代表チームでプレーし、後半ローマでプレーする予定であったが、ローマのライバルであるラツィオの優勝に怒こったウルトラと呼ばれるファンたちが(試合の3日前に優勝が決まった。)、後半にピッチになだれ込んだ混乱により、前半終了したのみで試合は中止に追い込まれた。

## タイトル

### クラブ
ASローマ
- セリエA : 1982-83
- コッパ・イタリア : 3回（1983-84, 1985-86, 1990-91）

SKシュトゥルム・グラーツ
- オーストリア・カップ : 1997
- オーストリア・スーパーカップ : 1996

### 個人
- UEFA欧州選手権ベストイレブン : 1988